# Arik Ascherman
Arik Ascherman (en hébreu : אריק אשרמן ; né en 1959) est un rabbin réformiste israélien né aux États-Unis, fondateur et directeur exécutif de l'organisation israélienne des droits humains « Torat Tzedek-Torah of Justice » (Torah de la Justice). Pendant vingt et un ans, depuis 1995, il est co-directeur (1995-1998), directeur exécutif (1998-2010), directeur des projets spéciaux (2010-2012) et président et rabbin principal (2012-2017) des Rabbins pour les Droits Humains, organisation israélienne,.
En tant que militant des droits humains, il dirige des actions pour défendre les Palestiniens contre la violence des colons israéliens, œuvre pour la justice socio-économique pour les Israéliens et plaide au nom des citoyens bédouins d'Israël. S'exposant souvent à des risques physiques, il est jugé à plusieurs reprises pour désobéissance civile. Il apparaît dans un documentaire datant de 2010 et intitulé Israël vs Israël.

## Biographie
Arik Ascherman grandit à Erié, en Pennsylvanie, et étudie à l'Université Harvard. Après son diplôme, il envisage d'assister à un séminaire rabbinique. Sa candidature est refusée, du fait de son manque d'expérience. Il rejoint Interns for Peace, projet de coexistence. Dans ce cadre, il se rend dans la ville arabe israélienne de Tamra et dans la ville juive israélienne de Kiryat Ata pour travailler de 1981 à 1983. Il retourne alors aux États-Unis pour terminer sa formation rabbinique. Il immigre en Israël en 1994. Il attribue son intérêt pour le militantisme pour les droits humains au concept rabbinique de tikkun olam (« réparer le monde »), faisant référence aux droits humains universels et à la justice sociale.
Arik Ascherman protège activement les citoyens et les agriculteurs palestiniens contre la police et les colons israéliens. Ainsi, lors d'un incident survenu en 2002, il intervient dans l'interrogatoire de deux femmes musulmanes représentant le Service international des femmes pour la paix dans le village palestinien de Haris. Alors qu'elles sont emmenées dans un poste de police israélien et accusées d'entraver les actions de la police, il les accompagne. Les femmes sont aussi accusées d'incitation à l'émeute, après avoir interrogé des soldats israéliens qui avaient tiré à balles réelles sur le village. Arik Ascherman traduit des documents pour elles et les reconduit à Jérusalem après leur libération, huit heures plus tard.
Chaque année sont signalés des affrontements entre colons et agriculteurs palestiniens. Un militant pacifiste palestinien sollicite l'aide des Rabbins pour les Droits Humains afin d'empêcher les attaques contre les cueilleurs d'olivier près du village de Yassuf. Ascherman et les Rabbins pour les Droits Humains ont envoyé des volontaires comme boucliers humains pour protéger la récolte d'olives palestiniennes contre les agressions de colons vivant dans des terres voisines, depuis 2002. En 2008, quarante villages sont concernés par ces actes,.
Selon le journaliste Nicholas Kristof, dans le New York Times, la voiture d'Ascherman est lapidée par des jeunes palestiniens et il est arrêté et battu par les forces de sécurité israéliennes et les colons. De 2004 à 2005, il est jugé pour désobéissance civile après avoir obstrué un bulldozer qui démolissait des maisons à Jérusalem-Est. En mars 2005, il est condamné, mais effectue cent vingt heures de travaux d'intérêt général, ce qui annule la condamnation,. En mars 2008, il témoigne au sujet d'attaques sur des Palestiniens à Silwan et est à nouveau arrêté : il est accusé d'avoir «incité les Palestiniens à s'opposer à la police» près des fouilles archéologiques en cours dans la Cité de David.
En 2006, les Rabbins pour les Droits Humains, l'Association pour les droits civils en Israël et cinq conseils locaux palestiniens remportent un procès devant la Haute Cour israélienne, exigeant des forces de sécurité israéliennes de permettre et de protéger l'accès des agriculteurs palestiniens à toutes leurs terres agricoles. Par conséquent, de nombreux agriculteurs palestiniens travaillent aujourd'hui des terres auxquelles ils n'avaient pas accès auparavant, des colons ou l'armée les en empêchant.

Le rabbin Ascherman présente sa position comme moins politique que morale et religieuse. Il déclare ainsi à son procès de 2005 :
Cet héritage moral nous dit que la politique de démolition de maisons est immorale. Elle peut être techniquement légal selon la loi israélienne interprétée de manière restrictive. Cependant, tout ce qui est légal n'est pas juste. Cette politique est certainement illégale selon le droit international et bafoue la Torah, que je suis juré de respecter en tant que rabbin. La Torah nous commande d'aimer ceux qui sont différents de nous, de ne pas avoir deux poids deux mesures et d'avoir une loi pour tous.
Au cours de son mandat chez les Rabbins pour les Droits Humains, l'organisation se développe dans le domaine socio-économique, pour les israéliens. Elle contribue à mettre fin au «plan israélien du Wisconsin» en 2010, proteste au sein du mouvement social de 2011 et participe à la création du «Forum du logement public». Elle enseigne dans des académies pré-militaires et crée des «yeshivot des droits humains» dans les universités et collèges israéliens. Elle plaide en faveur des demandeurs d'asile africains en Israël.
En août 2016, le rabbin Ascherman et deux autres hauts fonctionnaires du RHR quittent l'organisation. Ils en fondent une autre, interconfessionnelle, nommée «Haqel (Le terrain) - Les Juifs et les Arabes dans la défense des droits de l'homme». En 2017,il quitte Haqel et fonde «Torat Tzedek-Torah of Justice» (Torah de la Justice). Torat Tzedek cherche à protéger les bergers palestiniens, à défendre les villages bédouins israéliens "non reconnus" dans le Néguev et à obtenir des logements publics pour les Israéliens. Le rabbin Ascherman participe aussi à «HaMaabarah», collectif de défense du logement social qu'il contribue à fonder en 2011.
En 2021, alors qu'il intervient pour demander à des colons israéliens de ne pas faire paître leurs troupeaux dans un champ appartenant à un berger palestinien, il est battu par des colons israéliens et doit recevoir un traitement médical à Jérusalem. Le député du Hadash Ofer Cassif déclare à propos de ce fait que les violences envers les Palestiniens et leurs défenseurs sont répandues et constituent « leur façon de faire ».

## Vie privée
Arik Ascherman est marié au Dr Einat Ramon, première femme née en Israël à être ordonnée rabbin du mouvement Massorti,. Le couple et ses deux enfants résident à Jérusalem.

## Récompenses
- 2002 : Torch lighter dans la cérémonie alternative du jour de l'indépendance israélienne de Yesh Gvul ;
- 2005 : Prix Abraham Joshua Heschel de la « Bourse Juive pour la paix » ;
- 2006 : Prix de l'accomplissement humanitaire décerné par l'« Institut de la Paix Globale » ;
- 2009 : Prix Keter Shem Tov décerné par le Collège Rabbinique Reconstructionniste
- 2009 : co-récipiendaire (avec Alice Shalvi ) du prix Leibowitz, remis par le Yesh Gvul[17].
- 2011 : co-récipiendaire (avec le rabbin Ehud Bandel, cofondateur des Rabbins pour les Droits Humains) du Gandhi Peace Award, «pour leurs méthodes non violentes de résolution des violations des droits de l'homme en Israël et dans les territoires occupés»[18].
- 2014 : Docteur Honoris Causa en Théologie de HUC-JIR
- 2015 : Docteur honoris causa en théologie du Séminaire Théologique de Chicago
- 2016 : Prix du magazine Tikun
- 2019 : le Rabbin David J.Forman Memorial Fund lui décerne ainsi qu'à Torat Tzedek le prix des droits de l'homme du Fonds pour l'année juive 5779.
- Sous la direction du rabbin Ascherman, les Rabbins pour les Droits Humains remporte le prix Niwano pour la paix en 2006.

## Publications
- « Né avec un couteau dans le cœur : les enfants et les conflits politiques » dans Nourrir la spiritualité des enfants et des adolescents: perspectives des traditions religieuses du monde, édité par Yust, Sasso, Johnson et Roehikepartain, 2005.
- « Sur les droits de l'homme de « l'autre » dans le judaïsme : le contexte israélien » (en hébreu) dans Droits de l'homme et exclusion sociale en Israël, édité par Ya'ir Ronen, Israel Doron, Vered Slonim-Nevo, 2008.
- « Le judaïsme enseigne-t-il les droits humains universels ? », dans Les Enfants d'Abraham, édité par Kelly Clark, 2012.
- « Ces petits actes qui font pencher la balance », dans Défendre l'espoir ; Dépêches des premières lignes en Palestine et en Israël, édité par Eoin Murray et James Mehigan, 2018.